# Bojan Kaljević
Bojan Kaljević (in serbo Бојан Каљевић?; Nikšić, 25 gennaio 1986) è un ex calciatore montenegrino, di ruolo attaccante.

## Carriera
In carriera ha giocato 14 partite nei turni preliminari di Europa League.

## Palmarès

### Club

#### Competizioni nazionali
- Coppa dell'Uzbekistan: 2

Bunyodkor: 2010, 2012
- Campionato uzbeko: 2

Bunyodkor: 2010, 2011
- Supercoppa di Malta: 1

Valletta: 2018
- Campionato maltese: 1

Valletta: 2018-2019

### Individuale
- Capocannoniere della Premier League Malti: 1

2016-2017 (23 gol)